# Südöstlicher Schwarzwald
Der Südöstliche Schwarzwald ist die naturräumliche Haupteinheit Nr. 154 in der Großlandschaft Schwarzwald im Südwestdeutschen Stufenland gemäß der Systematik des Handbuchs der naturräumlichen Gliederung Deutschlands. Sie wird auch als Südostabdachung des Mittleren Schwarzwaldes oder Mittlere Schwarzwald-Ostabdachung bezeichnet.

## Lage
Der Naturraum umfasst die Südostabdachung des Mittleren Schwarzwaldes zwischen Titisee-Neustadt im Süden und St. Georgen im Schwarzwald im Norden. Die bestimmenden Fließgewässersysteme sind die von Brigach und Breg. Der Südöstliche Schwarzwald wird also überwiegend zur Donau entwässert, während der übrige Schwarzwald im Einzugsgebiet des Rheins liegt. Lediglich der nördlichste Teil liegt im Einzugsgebiet der Gutach bzw. der Elz. Der Südwesten des Naturraums wird zur Wutach entwässert.
Im Norden grenzt der Mittlere Schwarzwald (Haupteinheit Nr. 153) an. Nach Westen und Südwesten grenzt er an die Haupteinheit Hochschwarzwald (Nr. 155), im Süden an das Alb-Wutach-Gebiet (Nr. 120) und im Osten an die Baar (Nr. 121).

## Beschreibung
Im Westen wird der Naturraum vom Grundgebirge und dort insbesondere von metamorphen Gesteinen, teilweise auch von Magmatiten bestimmt. Im Osten bestimmt das Deckgebirge mit den Formationen des Buntsandsteins die Landschaft, wobei die Schichtstufen des Mittleren und Unteren Buntsandsteins, anders als im Nordschwarzwald, hier nur sehr schmal ausgebildet sind.
Die Landschaft ist überwiegend bewaldet, wobei vor allem der westliche Teil von weitgehend offenen Talzügen geprägt ist, während der östliche Teil dichter bewaldet ist. Die größten Siedlungen im Naturraum sind Furtwangen im Schwarzwald sowie St. Georgen im Schwarzwald. Die Stadt Villingen liegt bereits am Übergang zum Naturraum Baar. Die Landschaft ist ansonsten von kleineren zusammenhängenden Ortschaften in den Tallagen und von Streusiedlungen mit typischen Schwarzwald-Höfen geprägt.

## Naturräumliche Gliederung
Der Naturraum Südöstlicher Schwarzwald gliedert sich wie folgt:
- 154 Südostabdachung des Mittleren Schwarzwaldes (Südöstlicher Schwarzwald, Mittlere Schwarzwald-Ostabdachung)[7]
  - 154.0 Breitnau-Furtwanger Bergland
    - 154.00 Breitnauer Mulden
    - 154.01 Vierthäler Wannen
    - 154.02 Urach-Breg-Riedelkämme[8]

  - 154.1 Randplatten des Südöstlichen Schwarzwalds, de facto identisch mit der Untereinheit:
    - 154.10 Baar-Schwarzwaldabdachung[9]

  - 154.2 (ohne Namen)
    - 154.20 Brigach-Höhen[10]
    - 154.21 Schönwalder Hochfläche

## Schutzgebiete
Im Naturraum sind vergleichsweise wenige Naturschutzgebiete ausgewiesen. Diese konzentrieren sich insbesondere auf den Bereich des Rohrhardsbergs im Nordwesten der Haupteinheit. Hier sind neben den Naturschutzgebieten Rohrhardsberg-Obere Elz und Laubeck-Rensberg noch einige kleinere Schutzgebiete vorhanden.
Auch die FFH-Gebiete konzentrieren sich auf den Rohrhardsberg und die Schönwälder Hochflächen. Im Osten reicht das FFH-Gebiet Baar, Eschach und Südostschwarzwald bis in den Naturraum. Ein großer Teil des Naturraums ist hingegen Teil des europäischen Vogelschutzgebiets Mittlerer Schwarzwald.
Die Naturschutzgebiete und Natura-2000-Gebiete haben am Naturraum einen effektiven Anteil von ca. 5 % (ohne Vogelschutzgebiet) bzw. ca. 20 % (inklusive Vogelschutzgebiet).
Der Naturraum liegt zudem vollständig im Naturpark Südschwarzwald.